# Table de pique-nique
 (avril 2022).
La mise en forme du texte ne suit pas les recommandations de Wikipédia : il faut le « wikifier ».
Les points d'amélioration suivants sont les cas les plus fréquents. Le détail des points à revoir est peut-être précisé sur la page de discussion.
- Les titres sont pré-formatés par le logiciel. Ils ne sont ni en capitales, ni en gras.
- Le texte ne doit pas être écrit en capitales (les noms de famille non plus), ni en gras, ni en italique, ni en « petit »…
- Le gras n'est utilisé que pour surligner le titre de l'article dans l'introduction, une seule fois.
- L'italique est rarement utilisé : mots en langue étrangère, titres d'œuvres, noms de bateaux, etc.
- Les citations ne sont pas en italique mais en corps de texte normal. Elles sont entourées par des guillemets français : « et ».
- Les listes à puces sont à éviter, des paragraphes rédigés étant largement préférés. Les tableaux sont à réserver à la présentation de données structurées (résultats, etc.).
- Les appels de note de bas de page (petits chiffres en exposant, introduits par l'outil «  Source ») sont à placer entre la fin de phrase et le point final[comme ça].
- Les liens internes (vers d'autres articles de Wikipédia) sont à choisir avec parcimonie. Créez des liens vers des articles approfondissant le sujet. Les termes génériques sans rapport avec le sujet sont à éviter, ainsi que les répétitions de liens vers un même terme.
- Les liens externes sont à placer uniquement dans une section « Liens externes », à la fin de l'article. Ces liens sont à choisir avec parcimonie suivant les règles définies. Si un lien sert de source à l'article, son insertion dans le texte est à faire par les notes de bas de page.
- La présentation des références doit suivre les conventions bibliographiques. Il est recommandé d'utiliser les modèles {{Ouvrage}}, {{Chapitre}}, {{Article}}, {{Lien web}} et/ou {{Bibliographie}}. Le mode d'édition visuel peut mettre en forme automatiquement les références.
- Insérer une infobox (cadre d'informations à droite) n'est pas obligatoire pour parachever la mise en page.

Pour une aide détaillée, merci de consulter Aide:Wikification.
Si vous pensez que ces points ont été résolus, vous pouvez retirer ce bandeau et améliorer la mise en forme d'un autre article.

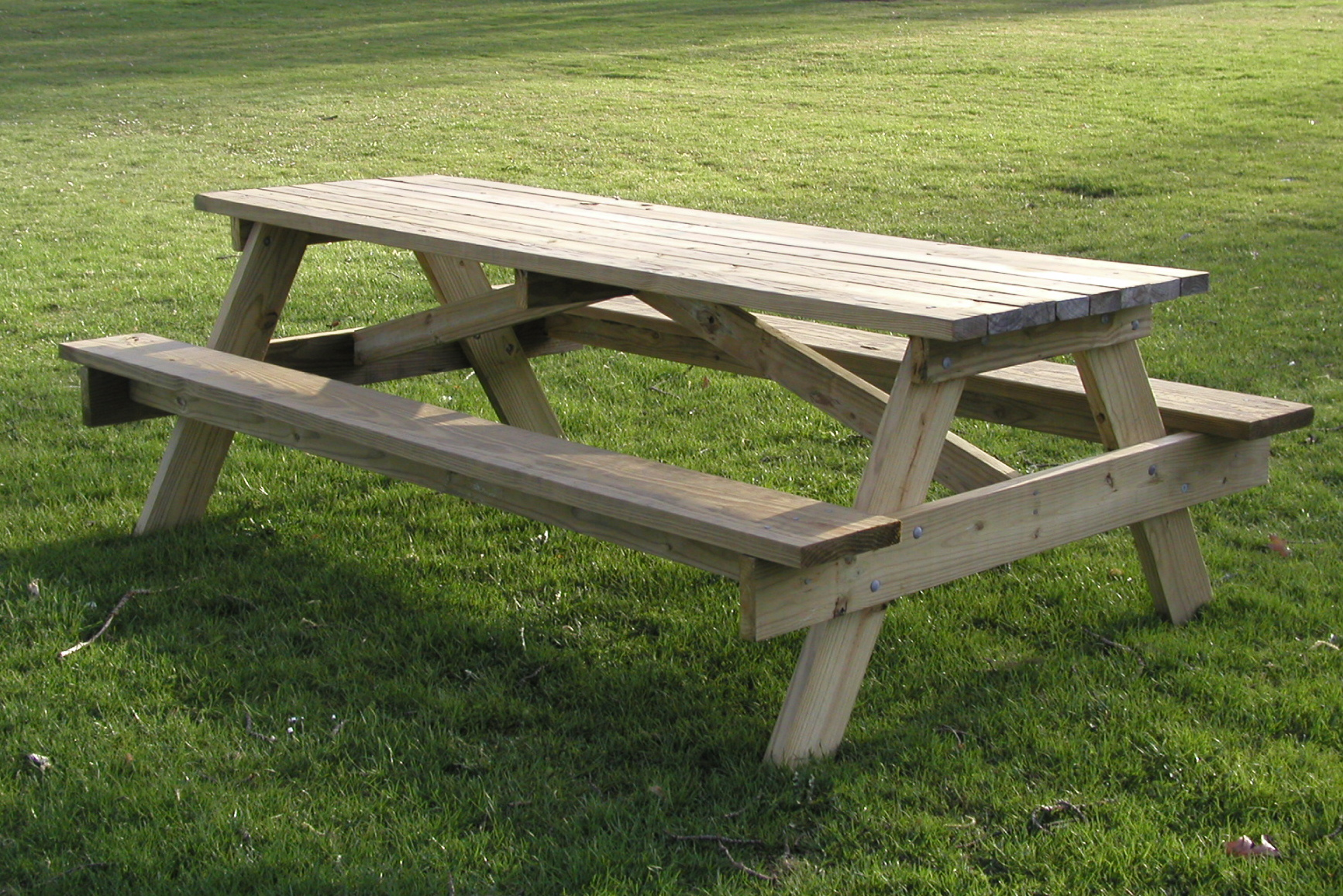
Une table de pique-nique en bois avec structure en A.

Une table de pique-nique (ou banc de pique-nique) est une table avec des bancs (souvent attachés), conçue pour les pique-niques. Le terme est souvent spécifiquement associé aux tables rectangulaires ayant une structure en A. Ces structures peuvent également être appelées « tables de pique-nique » même lorsque utilisées exclusivement en intérieur.
Divers types de tables ont été utilisées pour les repas en plein air à travers l'histoire, mais la table de pique-nique rectangulaire classique à structure en A est apparue aux États-Unis au début du XXe siècle. La première apparition a été rapportée en 1903 et était basée sur la table sawbuck du XVIIIe siècle ; la conception moderne, plus courante, connue initialement sous le nom de « table Lassen », ne date quant à elle que de 1926.
Bien que le matériau d'origine et le plus courant pour les tables de pique-nique soit du bois sous la forme de planches, les tables peuvent être fabriquées à partir d'une grande variété de matériaux, des bûches fendues au béton en passant par le plastique (polyéthylène haute densité, ou PE-HD) recyclé.
Les tables de pique-nique peuvent également prendre diverses formes, du cercle à l’hexagone et dans une large gamme de tailles. Les tables de pique-nique traditionnelles posent souvent des problèmes d'accessibilité, en particulier pour les personnes en fauteuil roulant, il existe pour cela des modèles spécifiques de tables de pique-nique accessibles.

Le panneau routier américain standard pour une aire de pique-nique représente une table avec une structure en A

La conception généralement simple et informelle des tables de pique-nique en fait des équipements populaires dans les parcs et autres lieux publics, utilisés à des fins alimentaires, éducatives, récréatives et communautaires. Leur popularité a divers impacts sur la flore, la faune et le sol autour des sites de tables de pique-nique, où ils attirent souvent diverses espèces intéressées à se nourrir de nourriture humaine ainsi que des espèces opportunistes. Ces tables sont également des cibles privilégiées de vandalisme.

## Historique

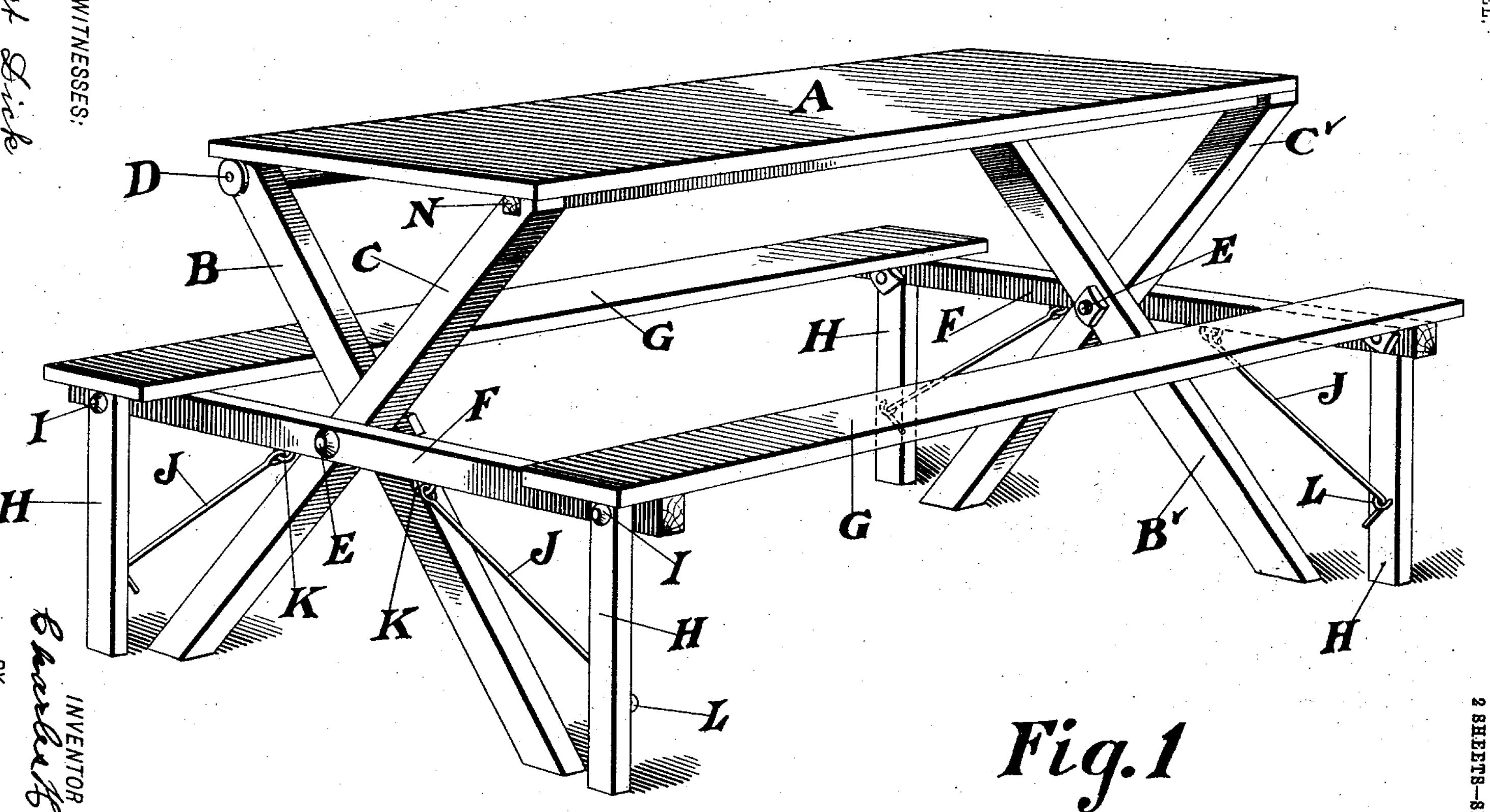
Illustration tirée du brevet de la table de pique-nique par Nielsen en 1903.

Les tables de pique-nique sont issues de la tradition victorienne des pique-niques, impliquant généralement soit simplement d'étendre une couverture au sol, soit d'apporter en extérieur tout l'appareil de restauration d’intérieur. Cette première approche du pique-nique présentait l'inconvénient que les meubles de salle à manger d'intérieur ne pouvaient pas être transportés loin de la maison et étaient souvent inadaptés à une utilisation en extérieur.
La première table de pique-nique moderne connue a été documentée dans une demande de brevet de 1903 par Charles H. Nielsen de Kreischerville, New York. La table de Nielsen a été conçue pour être portable et pliable, afin de pouvoir être transportée où cela était nécessaire. Alors que la conception de la table Nielsen dérivait sa structure de pieds de la table en bois de sciage du XVIIIe siècle, ses sièges intégrés étaient innovants.
Avec l'essor des parcs nationaux et des forêts aux États-Unis au début du XXe siècle, l'utilisation de tables de pique-nique fixes comme équipement de parc est devenue de plus en plus courante. Dans de nombreux cas, des tables de pique-nique ont été utilisées spécifiquement pour limiter les impacts humains sur la zone naturelle environnante et ont donc été conçues pour être aussi lourdes et immobiles que possible.
Au départ, une variété de conceptions de tables de pique-nique a été tentée. Une table en bois de scie avec des bancs détachés était populaire au début des années 1920, mais s'est avérée insatisfaisante dans les parcs publics car les bancs avaient tendance à « disparaître ». D'autres conceptions ont échoué car soit par défaut structurel soit  jugées trop difficiles à construire.
La conception de la table de pique-nique moderne à structure en A, qui a surmonté ces premières difficultés, est née dans la forêt nationale de Lassen en Californie en 1926 et était donc connue au sein du Service des forêts des États-Unis sous le nom de « table Lassen ». Les tables Lassen désormais emblématiques sont devenues courantes à travers les États-Unis grâce au travail du Civilian Conservation Corps dans les années 1930.
La première table de pique-nique en bord de route connue a été installée en 1929 dans le canton de Boston (Michigan), à l'aide de planches récupérées sur des garde-corps d'autoroute.

## Usages

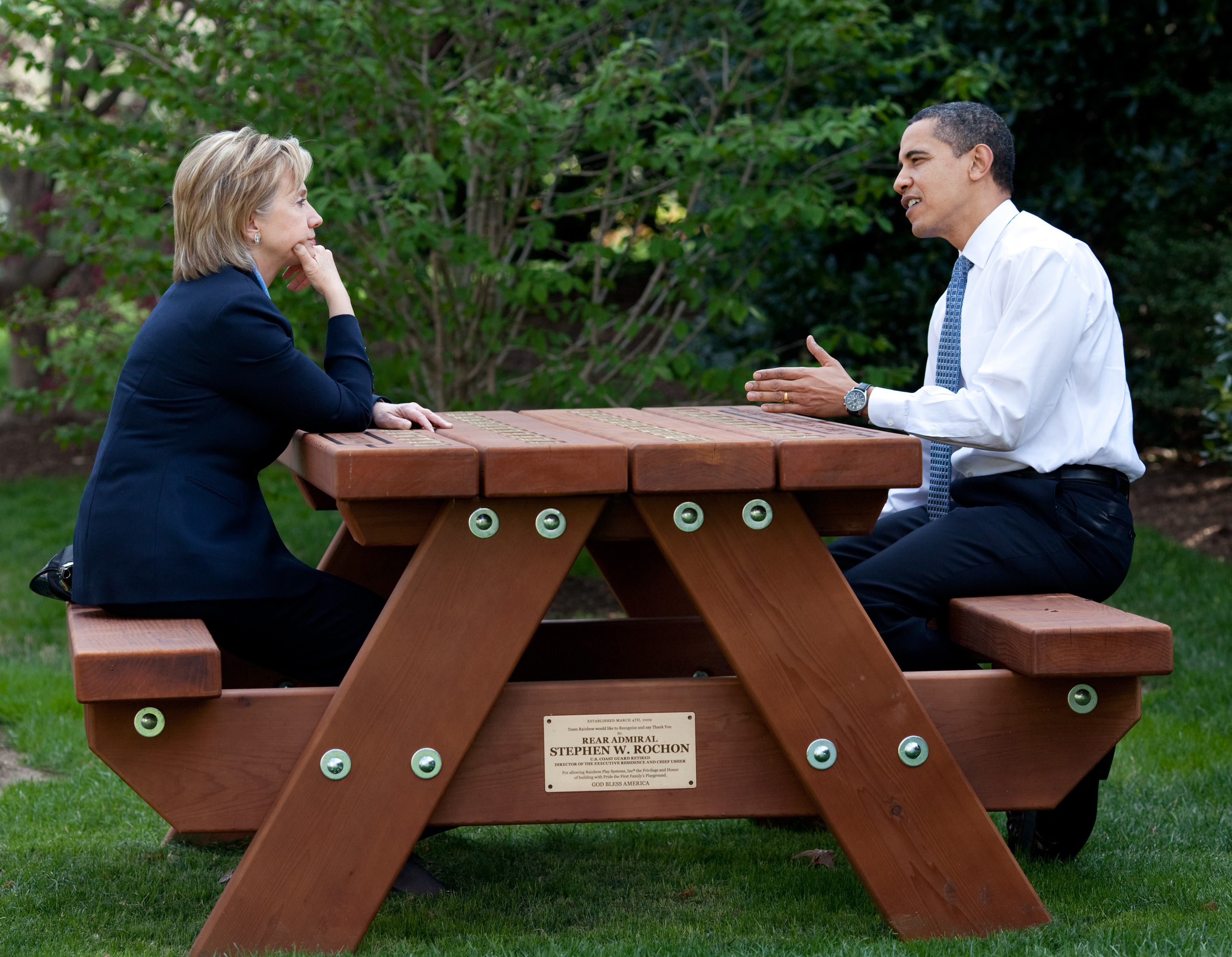
Le président américain Barack Obama et la secrétaire d'État Hillary Clinton discutent à la table de pique-nique que le président a fait installer avec une aire de jeu pour ses filles dans les jardins sud de la Maison-Blanche.

Les tables de pique-nique sont utilisées pour les repas, le repos, l'artisanat et d'autres activités. Des tables de pique-nique peuvent être trouvées à l'extérieur dans de nombreux parcs publics, arrière-cours résidentielles, aires de repos, terrains de camping, parcs d'attractions et bien d'autres endroits. Les tables de pique-nique sont également utilisées à l'intérieur lorsqu'il est nécessaire d'avoir des sièges directement attachés aux tables.

### Milieu urbain
En milieu urbanisé, les tables de pique-nique sont souvent utilisées comme mobilier urbain et offrent un cadre convivial qui peut faciliter les échanges entre les habitants du quartier. Dans les zones sans espaces adéquats, des tables de pique-nique placées en devanture des habitations ont été utilisées pour un effet similaire. Les tables de pique-nique sont également utilisées pour fournir des repas informels en plein air aux food trucks et autres petits restaurants qui manquent de sièges à l'intérieur.

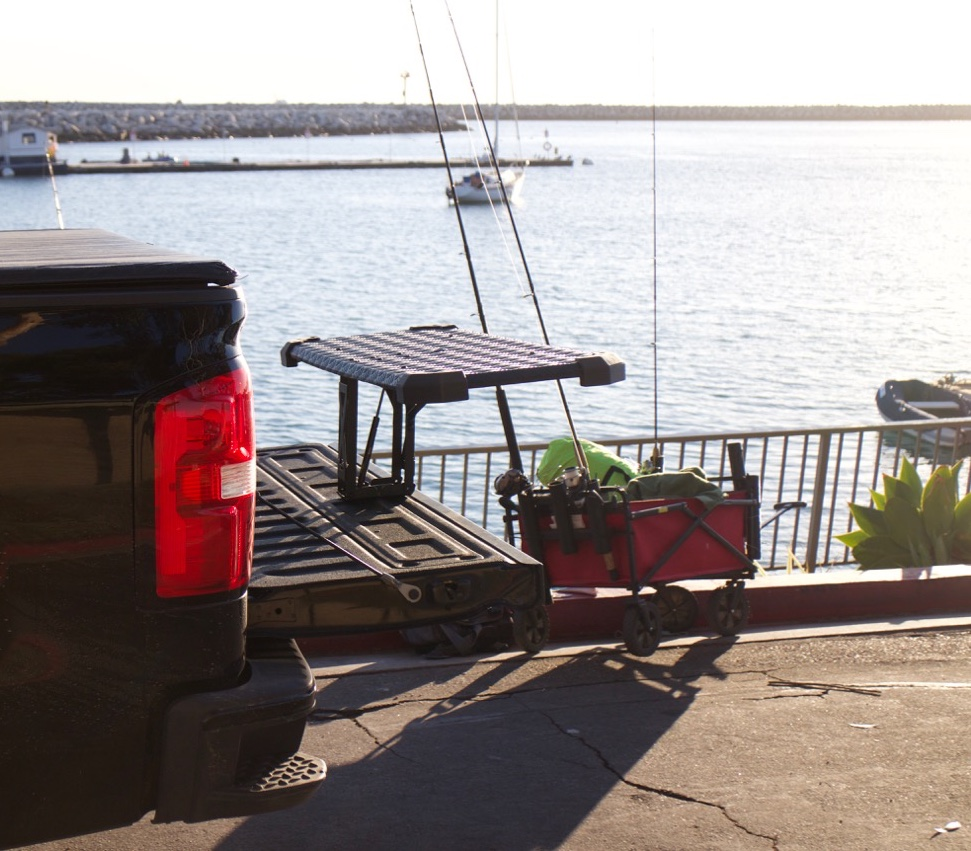
Table pliante de camionnette au point de pêche de Dana Point

### Extérieur
Les tables de pique-nique sont très utilisées dans l’enseignement en extérieur car elles offrent une combinaison pratique de sièges et d'une surface de travail plane. Elles ont également façonné le métier d'enseignante en plein-air d'autres manières : en 1983, lors d'une réunion de l'Association of Experiential Education, des éducatrices se sont réunies autour d'une table de pique-nique à minuit pour discuter des problèmes auxquels sont confrontées les femmes dans le domaine de l'éducation en plein air. Le dialogue autour de la table de pique-nique a par la suite suscité une conversation plus large et une plus grande visibilité sur ces questions dans l'éducation en plein air.
Le cadre extérieur et informel des interactions de table de pique-nique les prête également à des utilisations non récréatives. L’Israël et la Jordanie, alors qu'officiellement en guerre, ont tenu une série de pourparlers secrets entre ingénieurs concernant les questions riveraines, à une table de pique-nique au confluent des fleuves Yarmouk et Jourdain.
En 2009, une structure de jeu comprenant une table de pique-nique en bois à structure en A gravée des noms de 44 présidents américains a été érigé sur la pelouse de la Maison Blanche pour les filles du président. Plus tard la même année, il a été rapporté que le sommet de la bière entre Barack Obama, Henry Louis Gates et un officier de police de Cambridge se tiendrait à la table de pique-nique. En réalité, celle-ci s'est tenue autour d’une table blanche circulaire dans le Rose Garden. En 2017, après que la nouvelle administration Trump ait décliné la succession de la structure de jeu, elle a été donnée à une organisation à but non lucratif locale.
Les tables de pique-nique sont couramment utilisées pour les activités de plein air, dans les campings, les lieux pittoresques ou les espaces communs, mais elles ne sont pas disponibles partout.
Certaines tables de pique-nique du marché secondaire peuvent être fixées au hayon d'une camionnette, pour le camping, la pêche, la chasse, le sport, le barbecue, la fête du hayon ou comme bureau d'ordinateur extérieur.

## Conception

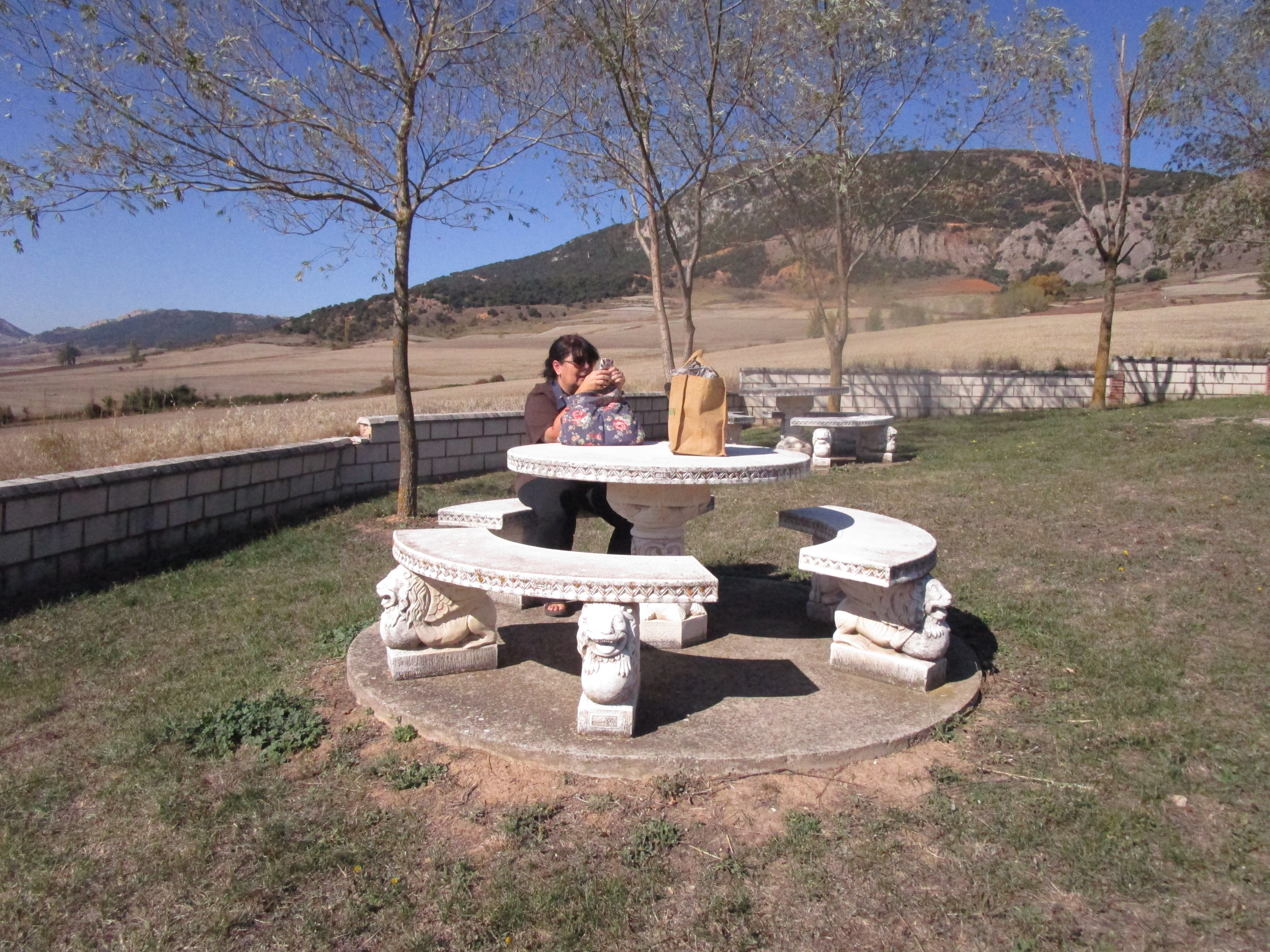
Table de pique-nique circulaire en Espagne.

### Forme
La forme de table de pique-nique la plus traditionnelle et la plus courante est rectangulaire, avec un banc droit sur chacun des deux longs bords du rectangle. Aux États-Unis d’Amérique, ce type est si étroitement associé au pique-nique qu'il est le symbole utilisé pour les sites et abris de pique-nique dans le cadre du Manual on Uniform Traffic Control Devices. Cependant, de nombreuses formes différentes existent dont des formes circulaires, hexagonales et octogonales. Les tables circulaires et octogonales sont devenues populaires en Californie au début du XXe siècle en raison de leurs atouts pour jouer aux jeux de cartes.

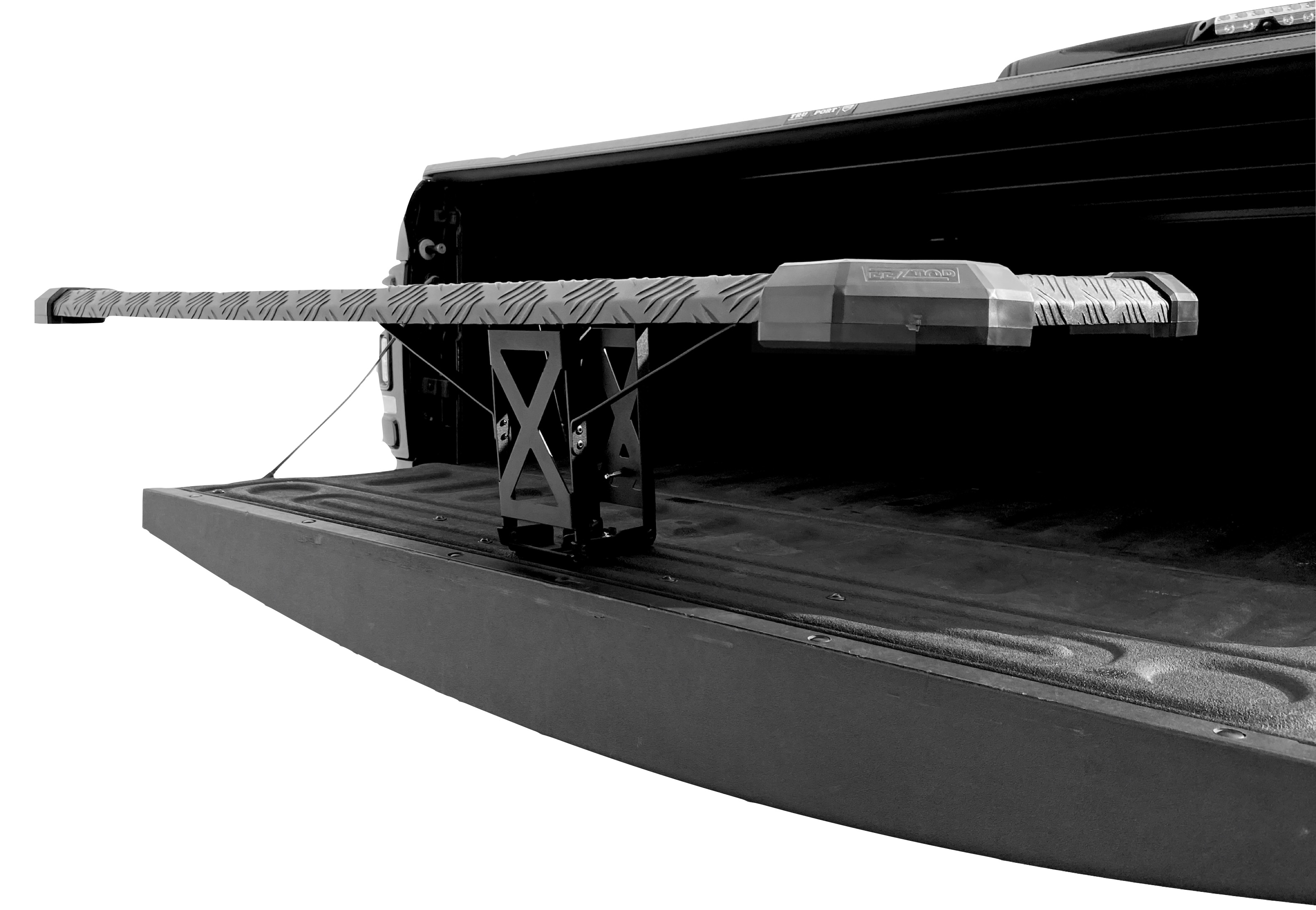
Table de pique-nique pliante montée sur hayon

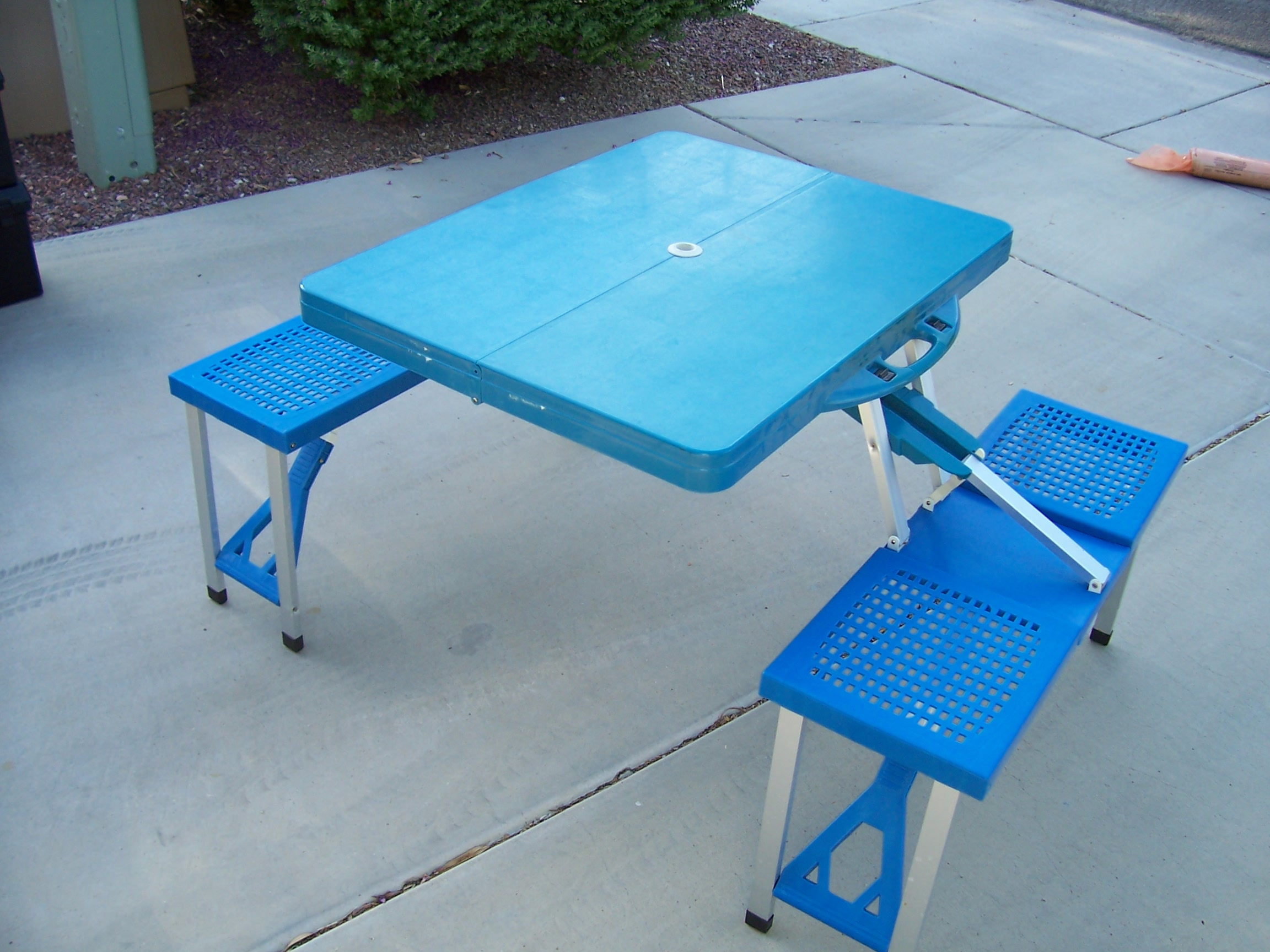
Table pliante avec tabourets intégrés

### Emplacement
La plupart des tables de pique-nique sont des structures fixes ou pliables, autoportantes ou montées au sol et trouvées à des points de repère, des vues panoramiques ou des lieux publics, pour que les gens se reposent et se rassemblent. Une table de pique-nique mobile n'a pas d'endroit ou d'emplacement particulier et peut être utilisée à des fins multiples. Certaines tables pliantes mobiles destinées au pique-nique peuvent être montées sur le hayon des camionnettes.

### Dimensions
Une table de pique-nique typique peut accueillir de six à huit personnes, bien qu'il existe des tables de plus petite ou plus grande capacité. En particulier, les petites tables de pique-nique sont souvent conçues pour être utilisées par les enfants. Pour les tables de pique-nique rectangulaires utilisées dans les parcs, la longueur la plus courante est de 1,8 à 2,4 m.

### Tables pliantes
Il existe également des tables pliantes permettant un usage nomade.

## Matériaux

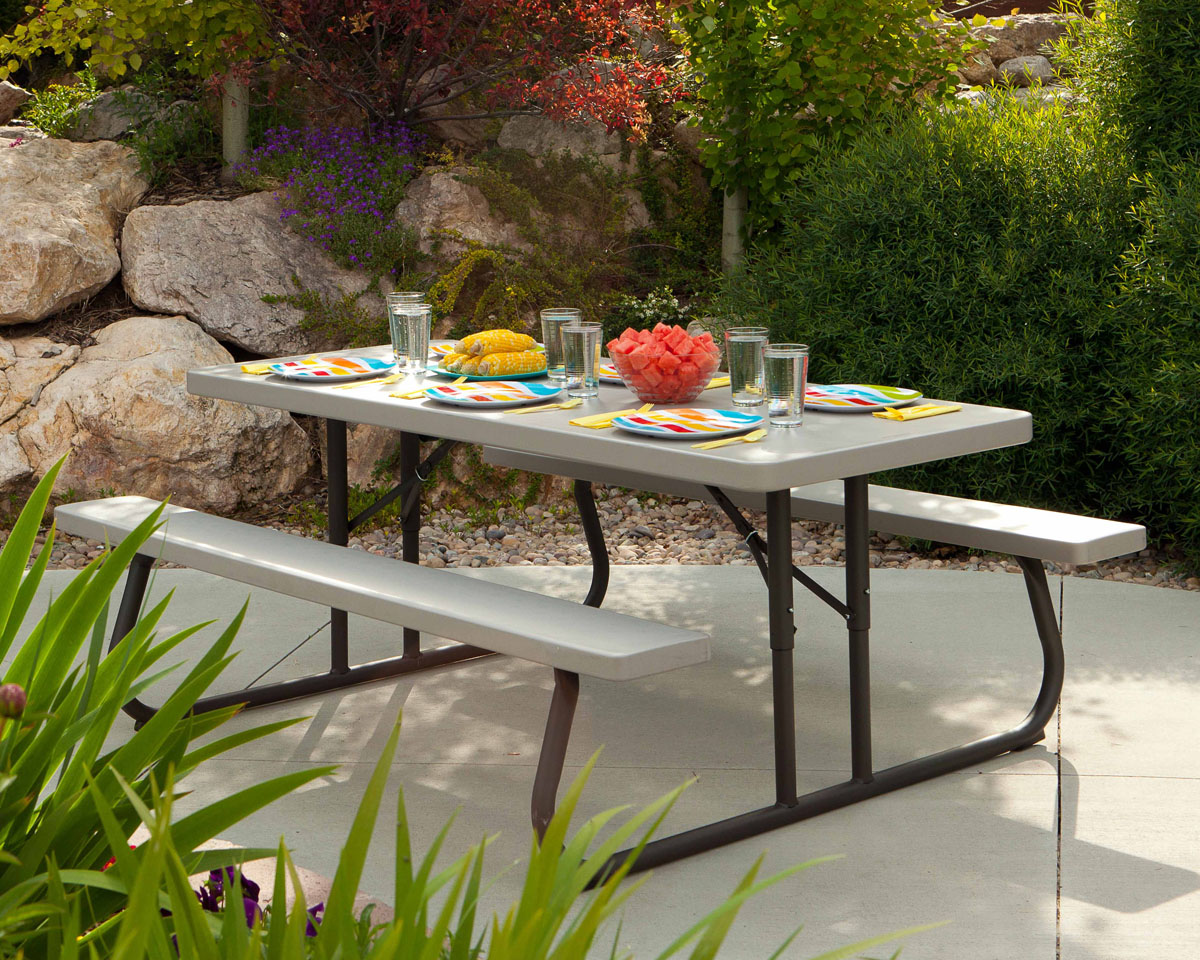
Une table de pique-nique en métal et plastique.

Les matériaux utilisés pour les tables de pique-nique ont varié au fil du temps. Une enquête de 1969 a révélé qu'à cette époque, 95 % des tables de pique-nique contenaient du bois dans une certaine mesure, tandis que 81 % des tables de pique-nique étaient entièrement en bois. Les tables modernes sont de plus en plus souvent fabriquées en plastique, en béton ou en métal. De plus, une combinaison de fibre de verre et de métal est parfois utilisée.

### Bois
Les tables en bois sont le plus souvent construites à l'aide de planches de bois. Une protection pour le bois (teinture, peinture ou protecteur hydrophobe) est nécessaire pour le protéger contre les fissures, le gauchissement ou la pourriture due à l'humidité. Les planches de table et d'établi sont fixées aux fermes ou aux poutres à l'aide de vis à bois ou de clous. Les pieds peuvent être fixés avec des boulons de carrosserie fixés par des écrous et des rondelles.
Dans le contexte des parcs publics, il y a traditionnellement eu différentes approches quant à savoir si le bois local ou commercial devait être utilisé pour les tables de pique-nique. Dans certains cas, du bois local grossièrement taillé a été utilisé pour les supports structuraux tandis que des planches commerciales ont été utilisées pour les bancs et la plate-forme.
En Californie, dans les années 1930, des sections transversales de séquoias et de sapins étaient parfois utilisées pour les tables de pique-nique, mais elles se sont avérées insuffisamment durables.

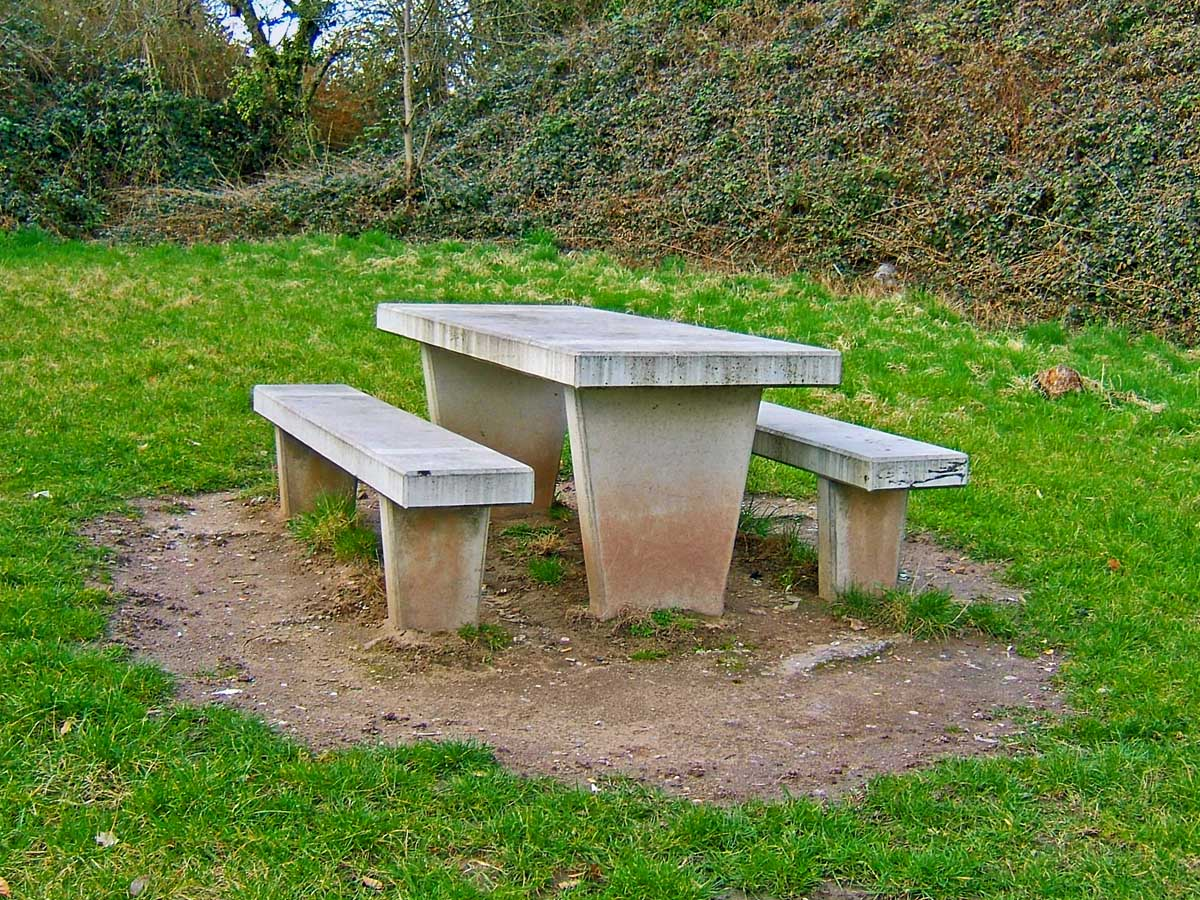
Une table de pique-nique en béton en Allemagne.

### Pierre ou béton
Les tables de pique-nique en pierre ou en béton sont durables mais onéreuses. Elles sont difficiles ou impossibles à déplacer, ce qui peut être un inconvénient dans certains contextes et un avantage dans d'autres. De telles tables se sont généralisées pour la première fois aux États-Unis dans les années 1930, dans le cadre des projets du Civilian Conservation Corps. Cependant, les tables en pierre se sont avérées insatisfaisantes car elles ne pouvaient pas être déplacées même lorsque l'ensemble du site de pique-nique devait être déplacé d'un endroit à un autre.

### Plastique
Les tables de pique-nique en plastique ont gagné en popularité car elles sont plus légères, plus durables et moins chères que les tables en bois et nécessitent moins d'entretien. Une source courante de « bois d'œuvre » en plastique dans les tables de pique-nique est le PEHD recyclé, qui peut être mélangé à d'autres matériaux comme la farine de bois pour en améliorer la résistance.

### Métal
Les tables de pique-nique en métal sont de plus en plus populaires dans les parcs publics car elles sont lourdes, durables et nécessitent peu d'entretien. Des tables en métal sont parfois fixées sur des socles en béton lorsque le vol est un problème. L'acier revêtu de thermoplastique est souvent utilisé pour améliorer la durabilité dans les applications extérieures. De plus, les tables de pique-nique en métal robuste sont souvent utilisées pour des applications intérieures dans les prisons.

## Accessibilité

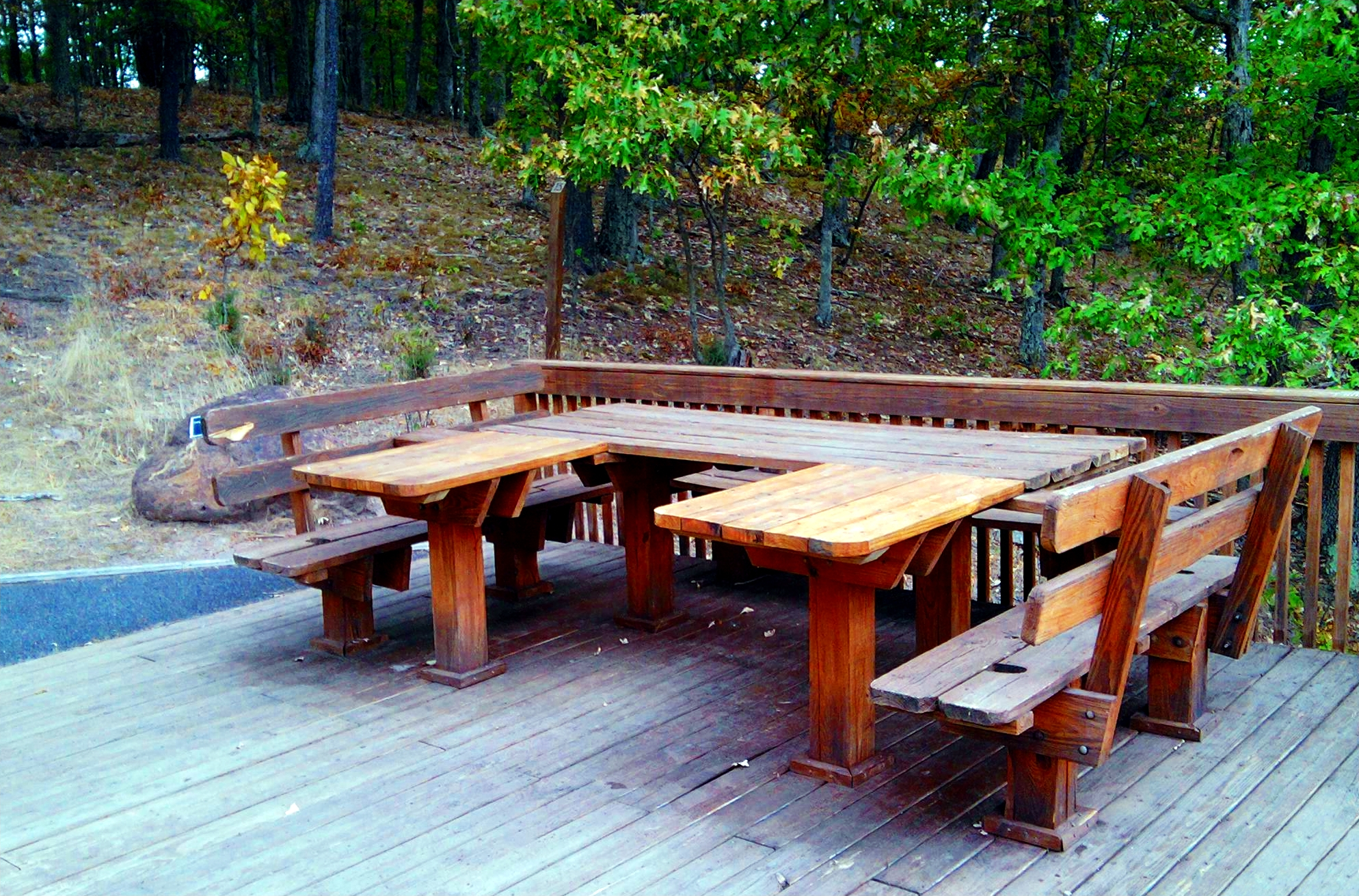
Une table de pique-nique accessible en fauteuil roulant.

Les tables de pique-nique posent un certain nombre de problèmes d'accessibilité, en particulier pour les personnes en fauteuil roulant.
Aux États-Unis, les installations récréatives fédérales sont tenues de fournir des tables de pique-nique accessibles aux personnes handicapées. Au moins 20 % des tables de pique-nique doivent être accessibles, et si seulement une ou deux tables de pique-nique sont présentes, elles doivent toutes être accessibles. En vertu de l'Americans with Disabilities Act (ADA), au moins 5 % d'une des tables fournies par une entreprise telle qu'un restaurant doivent être accessibles aux personnes handicapées ; cela s'applique aux tables de pique-nique ainsi qu'aux autres formes de places assises.
Les tables de pique-nique théoriquement accessibles peuvent encore constituer des obstacles importants pour les personnes handicapées. Une difficulté courante est un sol mou ou instable autour de la table de pique-nique rendant les fauteuils roulants difficiles à utiliser. Pour résoudre ce problème, certains États américains, comme New York, exigent que les tables de pique-nique soient placées sur une aire de pique-nique en béton.

### Intégration avec d'autres mobiliers
Les tables de pique-nique sont souvent intégrées à d'autres équipements du parc, tels que des abris et des barbecues, qui peuvent tous être attachés à une aire de pique-nique. Un décapsuleur a parfois été prévu sur le bord de la table de pique-nique pour dissuader les pique-niqueurs d'endommager le plateau de table en y ouvrant des bouteilles. Les premières tables de pique-nique du US Forest Service intégraient souvent des étagères et des placards pour le confort, mais ceux-ci se sont avérés impossibles à entretenir et n'ont plus été construits après 1941.
Des intégrations avec des technologies plus modernes ont également été développées : l’Université d'État de Sonoma a développé une station de charge solaire intégrée à une table de pique-nique, un pare-soleil et une station météo, connue sous le nom de « Smart Table ».

## Problèmes

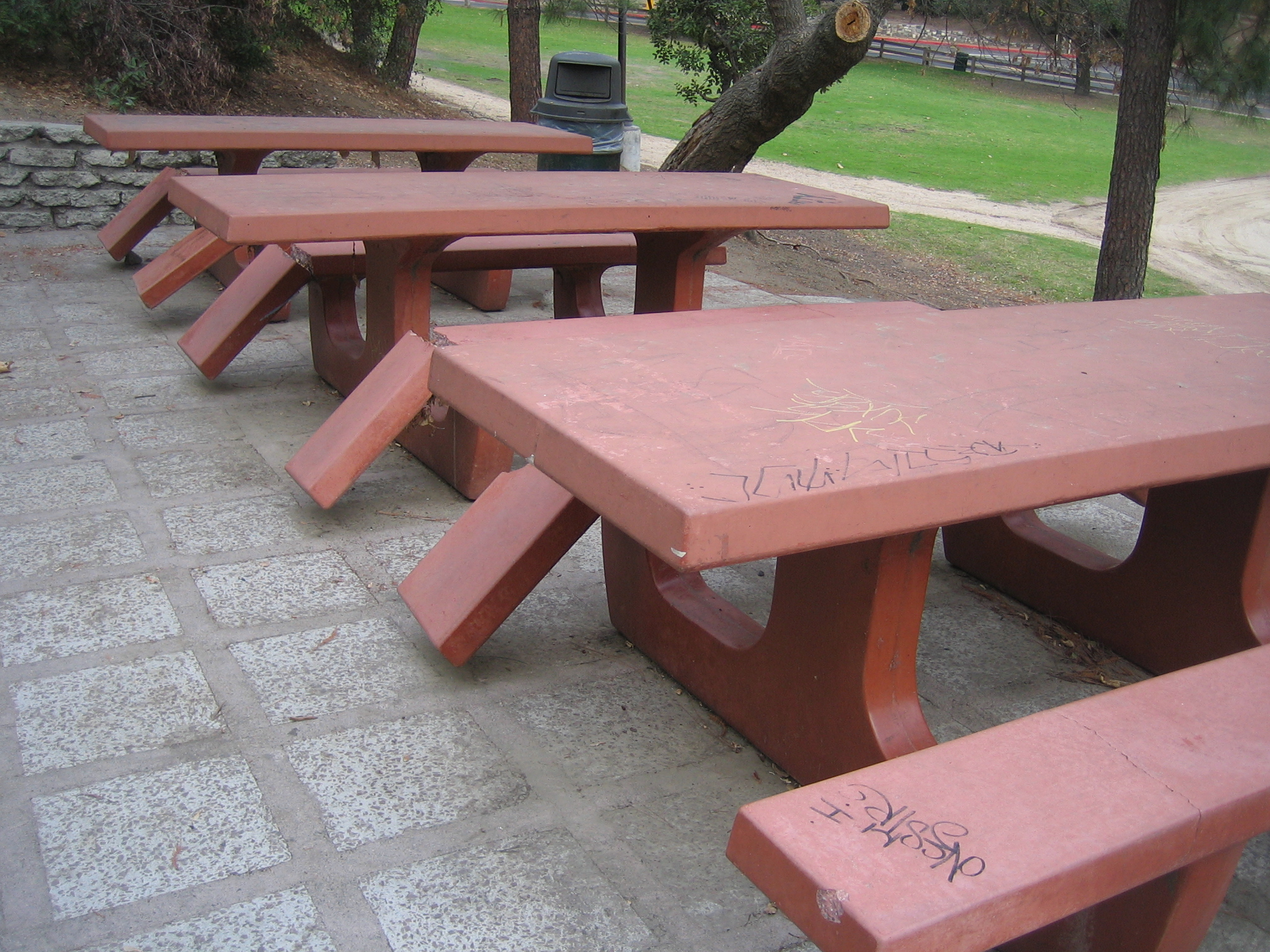
Tables de pique-nique vandalisées dans un parc

L'apposition de graffitis sur les tables de pique-nique, soit par gravure soit par marquage, est une forme courante de vandalisme dans les aires de loisirs . Des études aux États-Unis et à Taïwan ont montré que le vandalisme sur une table de pique-nique est plus susceptible de se produire lorsque la table de pique-nique a déjà été vandalisée. Ce phénomène a été expliqué, en utilisant le cadre de la psychologie écologique, comme le vandalisme préexistant agissant comme un signal déclencheur pour de nouveaux vandales. Par conséquent, les exploitants d'installations de pique-nique peuvent mieux prévenir le vandalisme en s'assurant que tout vandalisme qui s’y produit soit traité rapidement. Alors que les graffitis sont le type de vandalisme le plus courant, les tables de pique-nique en bois sont aussi parfois brisées par les campeurs pour être utilisées comme bois de chauffage.
Les surfaces planes en bois étant vulnérables à la décomposition dans les environnements humides, les tables de pique-nique ont historiquement souvent utilisé du bois traité avec de l'arséniate de cuivre chromaté (CCA). Il a été rapporté un cas d’un travailleur ayant souffert d'un empoisonnement extrême à l’arsenic après avoir scié des planches traitées à l'ACC pour construire une table de pique-nique. Aux États-Unis, le bois traité à l'ACC était largement utilisé pour les applications extérieures des années 1940 à 2003, lorsqu'un accord entre l'Environmental Protection Agency et les fabricants de bois traité a mis fin à l'utilisation du produit chimique. L'arsenic s'échappe en continu du bois traité à l'ACC pendant toute la durée de vie de la table de pique-nique, qui peut aller jusqu'à 20 ans.

## Impacts environnementaux

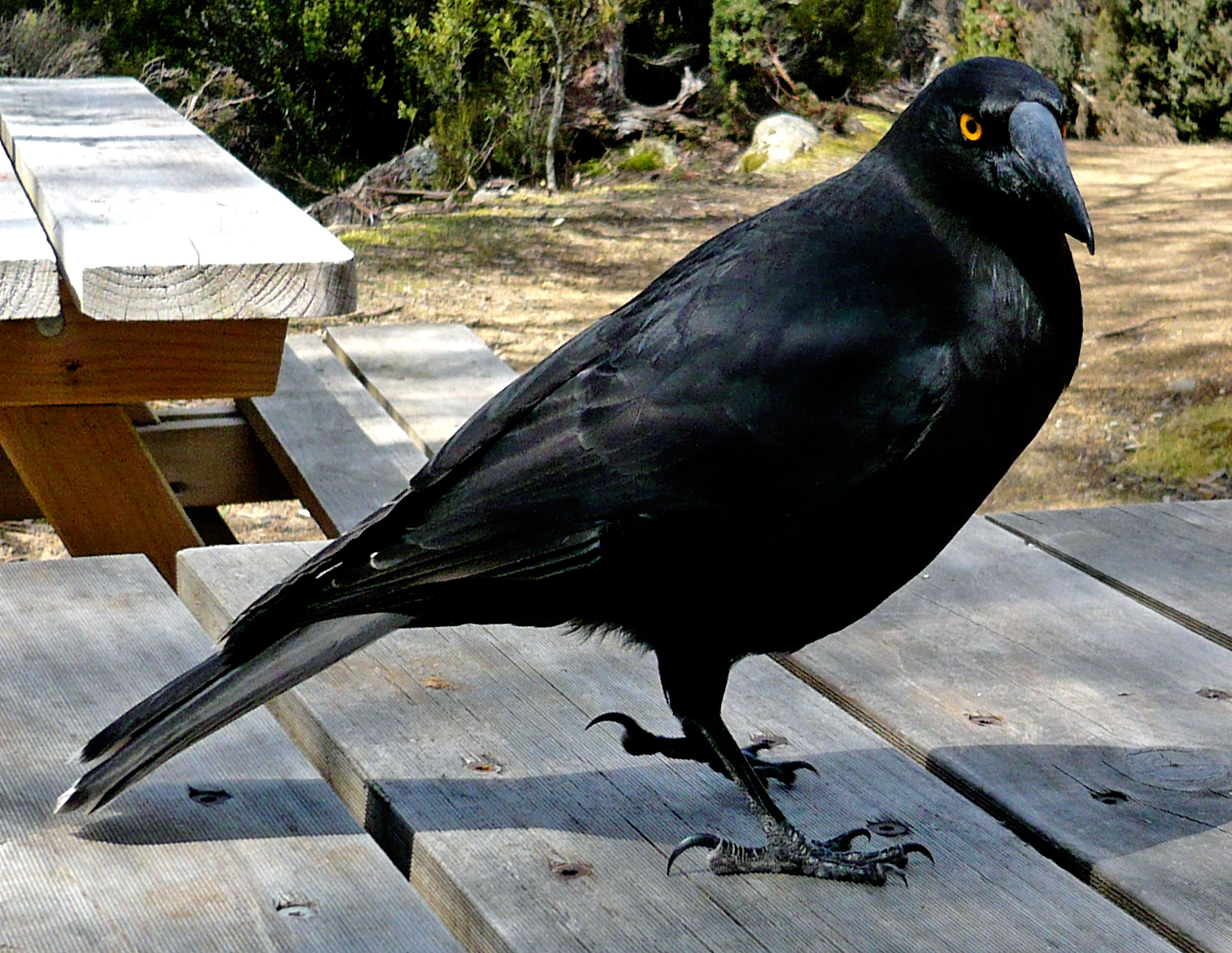
Un réveilleur noir sur une table de pique-nique en Tasmanie

Les tables de pique-nique sont l'un des principaux aménagements affectant la qualité de l'expérience récréative des utilisateurs du parc et leur intérêt à utiliser un parc en particulier. Cela peut avoir des effets à la fois positifs et négatifs. Il y a souvent de graves effets de piétinement sur le sol immédiatement autour d'une table de pique-nique, mais souvent ces impacts sont très localisés. En zone pluvieuse, les dégâts causés par le piétinement peuvent à leur tour entraîner une érosion en nappe de l'aire de pique-nique.
Pendant la saison des pique-niques, les tables sont souvent approchées par des animaux s'intéressant aux pique-niqueurs et à leur nourriture. Des nymphes de la tique occidentale à pattes noires, Ixodes pacificus, ont été trouvées sur des tables de pique-nique à peu près à la même fréquence que dans la litière de feuilles. Les frelons et autres guêpes peuvent également nicher sous des plates-formes ou des bancs de table de pique-nique, qui offrent un endroit abrité pratique pour une source de nourriture.
En tant que ressource alimentaire fournie involontairement par les humains, il a été constaté que les tables de pique-nique affectent l'activité des corvidés, ces oiseaux recherchant des zones à proximité des tables de pique-nique et pouvant s'abstenir de fouiller plus profondément dans la forêt. Les mâles du Geai de Steller, en particulier, recherchent un territoire près des tables de pique-nique en raison des possibilités d'alimentation supérieures.

## Autres approches

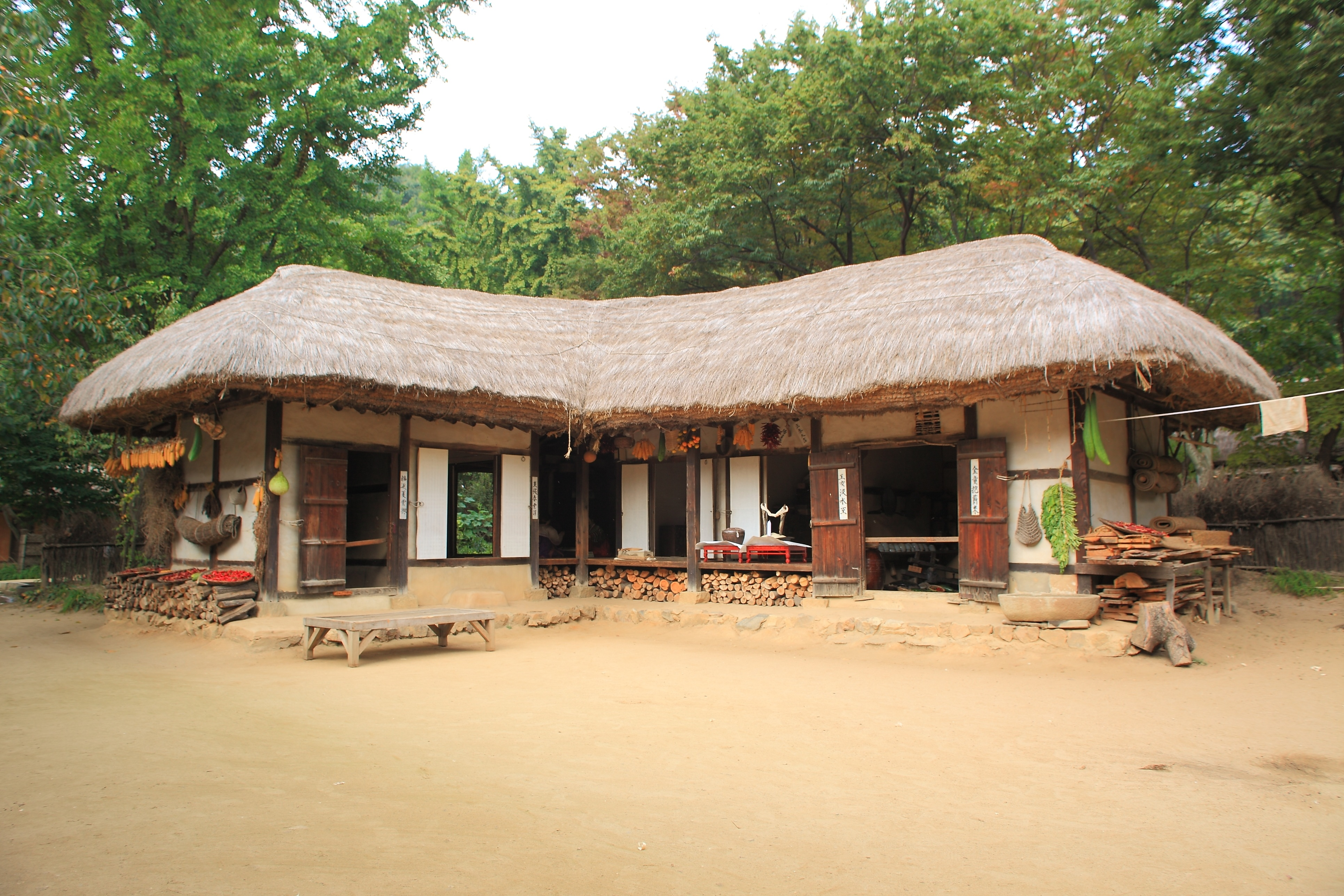
Une maison coréenne historique avec un pyeongsang en devanture.

Les tables de pique-nique ne sont pas les seules tables spécialisées utilisées pour les repas en plein air. Par exemple, en Corée, où il est traditionnel de s'asseoir par terre pour dîner, les repas en plein air sont souvent organisés sur des plates-formes basses en bois appelées pyeongsang, et les convives s'assoient directement sur la plate-forme plutôt qu'à côté. Parfois appelés « plates-formes portables en bois », les pyeongsang ont la capacité d'une table de pique-nique à favoriser l'interaction commune lorsque utilisés comme mobilier urbain. De plus, en Corée et au Japon, des nattes ou des nappes de pique-nique sont parfois utilisés pour créer un espace de restauration confortable et transportable.

## Ouvrages cités
- Earl E. Backman, Recreation Facilities: A Personal History of Their Development in the National Forests of California, Volume 2, Forest Service, U.S. Department of Agriculture, 1967 (OCLC 788561, lire en ligne)
- Herbert W. Broda, Schoolyard-enhanced Learning: Using the Outdoors as an Instructional Tool, K-8, Stenhouse Publishers, 2007 (ISBN 9781571107299)
- Albert H. Good, Park and Recreation Structures, 1938, « Picnic Tables »
- Jerry Anthony Sesco, The Market for Wood Picnic Structures, North Central Forest Experiment Station, Forest Service, U.S. Department of Agriculture, 1969 (lire en ligne)